# Ignacio Gil Lázaro
Ignacio Gil Lázaro (València, 29 de setembre de 1957) és un advocat i polític valencià, diputat al Congrés dels Diputats.

## Biografia
Llicenciat en dret, va ser militant d'Aliança Popular des del 1980, i en fou president provincial a València i vicepresident regional. Secretari del Comitè Electoral Nacional d'AP i membre del Comitè Executiu Nacional d'AP. Ha estat membre de la Delegació Espanyola en l'Assemblea Parlamentària del Consell d'Europa (1986-1988).
Fou elegit diputat per la província de València a les eleccions generals espanyoles de 1982 (substituint Manuel Giner) i 1986. Ha estat vicepresident de la Comissió de Peticions i vocal de la Comissió del Defensor del Poble (1986-1989). A les eleccions generals espanyoles de 1989 fou escollit senador pel Partit Popular, i fou fins a 1993 secretari segon de la Comissió Mixta per a les Relacions amb el Defensor del Poble.
Després tornà a ser elegit diputat al Congrés dels Diputats a les eleccions generals espanyoles de 1993, 1996, 2000, 2004 i 2008. Fou secretari Primer de la Comissió de Justícia i Interior (1993-1996)
Entre 1986 i 1989 fou membre de la Delegació Espanyola en l'Assemblea Parlamentària del Consell d'Europa. Membre de la Delegació Espanyola de la Unió Interparlamentària entre 1999 i 2003, així com president de la mateixa en el període 2003-2004. També ha estat portaveu adjunt del Partit Popular al Congrés dels Diputats entre 2000 i 2004. Entre 2000 i 2004 ha estat secretari quart del Congrés dels Diputats, i des de 2008 és Secretari primer del Congrés dels Diputats.
Quan el 2004 la Junta de Portaveus del Congrés dels Diputats va votar a favor d'una moció a favor de la unitat del català, proposada per ERC, va manifestar que el Grup Socialista havia "claudicat davant el xantatge de Josep Lluís Carod Rovira.
En la moció d'investidura de José Luis Rodríguez Zapatero (2008) hagué de corregir una diputada del seu propi grup que es va equivocar i votà a favor del president socialista.
Fou elegit diputat a les Corts Generals espanyoles per la circumscripció electoral de València el 28 d'abril de 2019 amb el partit Vox.